# Alain Mosconi

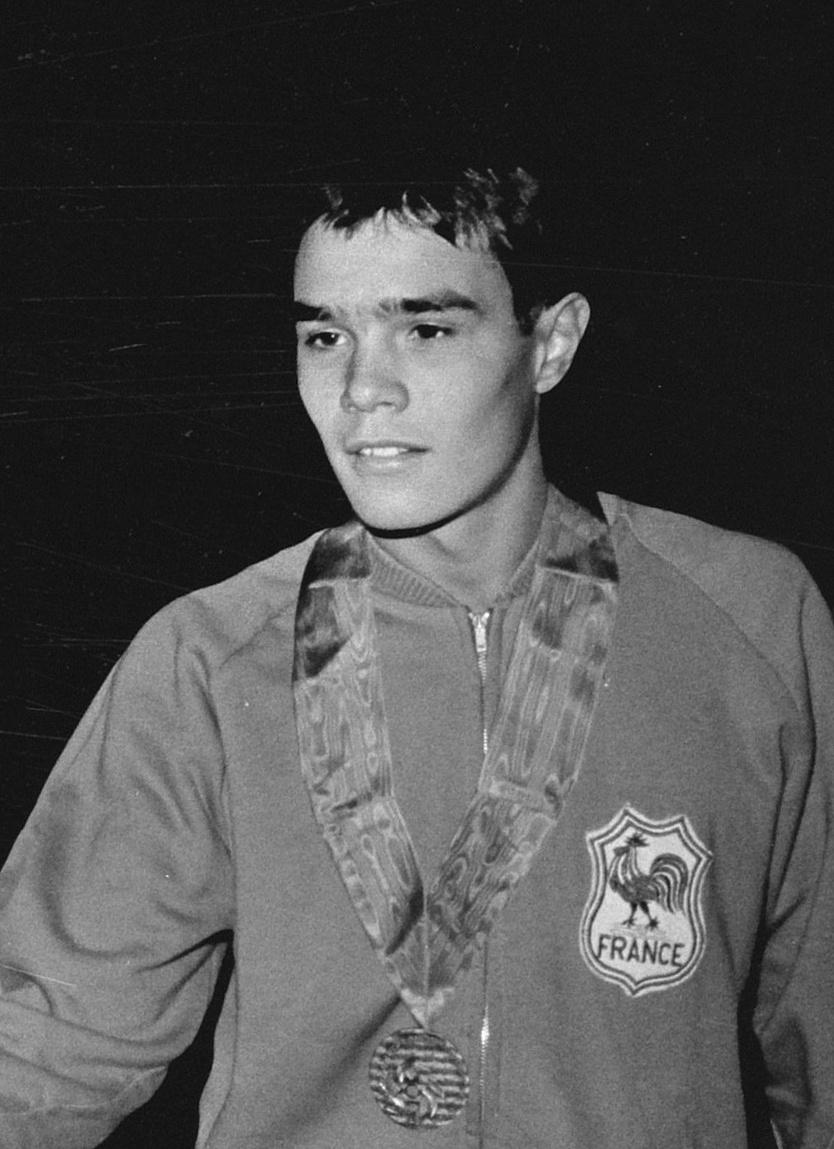
Alain Mosconi

Alain Mosconi, född 9 september 1949 i Puteaux, är en fransk före detta simmare.
Mosconi blev olympisk bronsmedaljör på 400 meter frisim vid sommarspelen 1968 i Mexico City.
Han blev senare försäljningsdirektör för Frankrike Ford Automobiles, sedan General Manager for Automotive Groups General Motors France Brand Opel, Seat France, sedan ordförande och Chief Executive Officer för Fiat Group Auto France märker Fiat, Alfa Romeo och Lancia, innan de köper en koncession  BMW i Avignon  fram till 2007.